# Lil Zey
Lil Zey (* 28. Juni 1994 in Izmir, Türkei; eigentlich: Zeynep Tanyalçın) ist eine türkische Rapperin, Songwriterin und DJ.

## Leben
Tanyalçın studierte Musikmanagement und Songwriting am Berklee College of Music in Boston. Anschließend zog sie nach Atlanta, wo sie als A&R für RedZone Entertainment arbeitete. In dieser Funktion arbeitete sie unter anderem mit Tricky und Terius Nash zusammen.
Es folgten einige Singles, unter anderem mit den türkischen Rappern und Trap-Musikern Khontkar und Metth. 2020 wurde sie von Universal Music unter Vertrag genommen und veröffentlichte 2021 ihr Debütalbum Kara Tiyatro, bei dem sie auch als Songwriterin beteiligt war. Der Durchbruch gelang ihr als Featuring auf der Single Elmas von Luciano.

## Diskografie

### Album
- 2021: Kara Tiyatro (Universal Music)

### Singles
- 2019: Turn me Cold (feat. Metth)
- 2019: Don’t @ Me (feat. Metth)
- 2019: Ötede Dur (feat. KÖK$VL)
- 2019: Yolumuz Yol Değil (feat. Khontkar)
- 2019: Marina (feat. Metth)
- 2020: Heveslenmem
- 2020: Eskisi Gibi (feat. Kozmos)
- 2020: Zor & Zor II
- 2021: 1 Gr Eksik
- 2021: Elmas (Luciano feat. Lil Zey)
- 2022: OnlyFans
- 2024: Çevir Tavukları (mit Ezhel)
- 2025: Sahipsiz (mit Hande Yener)